# 梅普爾格羅夫鎮區 (明尼蘇達州貝克縣)
梅普爾格羅夫鎮區（英語：Maple Grove Township）是位於美國明尼蘇達州貝克縣的一個行政鎮區。

## 地方資料
梅普爾格羅夫鎮區的面積為92.50平方千米，當中陸地面積為71.80平方千米，而水域面積為20.70平方千米。根據2020年美國人口普查的數據，當地共有人口477人，而人口密度為每平方千米5.16人。